# Wieczesław Romanow
Wiaczesław Konstantynowicz Romanow (ros. Вячеслав Константинович; ur. 13 lipca 1862 w Warszawie, zm. 27 lutego 1879) – wielki książę Rosji.
Wielki książę Wiaczesław był najmłodszym synem wielkiego księcia Konstantego Mikołajewicza Romanowa i jego żony wielkiej księżnej Aleksandry Józefównej.
Urodził się w Warszawie, gdzie jego ojciec pełnił funkcję namiestnika Królestwa Polskiego (od 1862 do 1 października 1863). Rodzice wielkiego księcia nadali mu imię na znak sympatii i szacunku dla Polaków, jednak po wielu protestach ze strony rosyjskiej zaczęto używać rosyjskiej wersji imienia.
Wiaczesław, którego nazywano „Sławą”, był ulubieńcem całej rodziny. Wielki książę był wysoki i żartował, że kiedy umrze, jego trumna nie zmieści się w drzwiach Pałacu Marmurowego, co rzeczywiście miało miejsce.
W dzieciństwie odznaczał się słabym zdrowiem; w wieku szesnastu lat nagle ciężko zachorował (skarżył się na straszliwy ból głowy). Umarł w przeciągu tygodnia na zapalenie opon mózgowych. W związku z tą śmiercią w rodzinie opowiadano wiele historii przepowiadających ją: jego matka dzień przed zachorowaniem syna widziała ducha „białej pani” w galerii sztuki w Pawłowsku, a brat Wiaczesława, wielki książę Konstanty Konstantynowicz, idąc za konduktem pogrzebowym brata, przypomniał sobie, że Wiaczesław lubił szczegółowo malować kondukty pogrzebowe.